# Station Lubraniec
Station Lubraniec is een spoorwegstation in de Poolse plaats Lubraniec.